# Сова-голконіг алорська
Сова́-голконі́г алорська (Ninox plesseni) — вид совоподібних птахів родини совових (Strigidae). Ендемік Індонезії. Раніше вважався підвидом австралійської сови-голконога, однак був визнаний окремим видом.

## Поширення і екологія
Алорські сови-голконоги мешкають на островах Пантар і Алор в архіпелазі Малих Зондських островів. Вони живуть в тропічних лісах.